# St.-Anna-Kapelle (Krobitz)

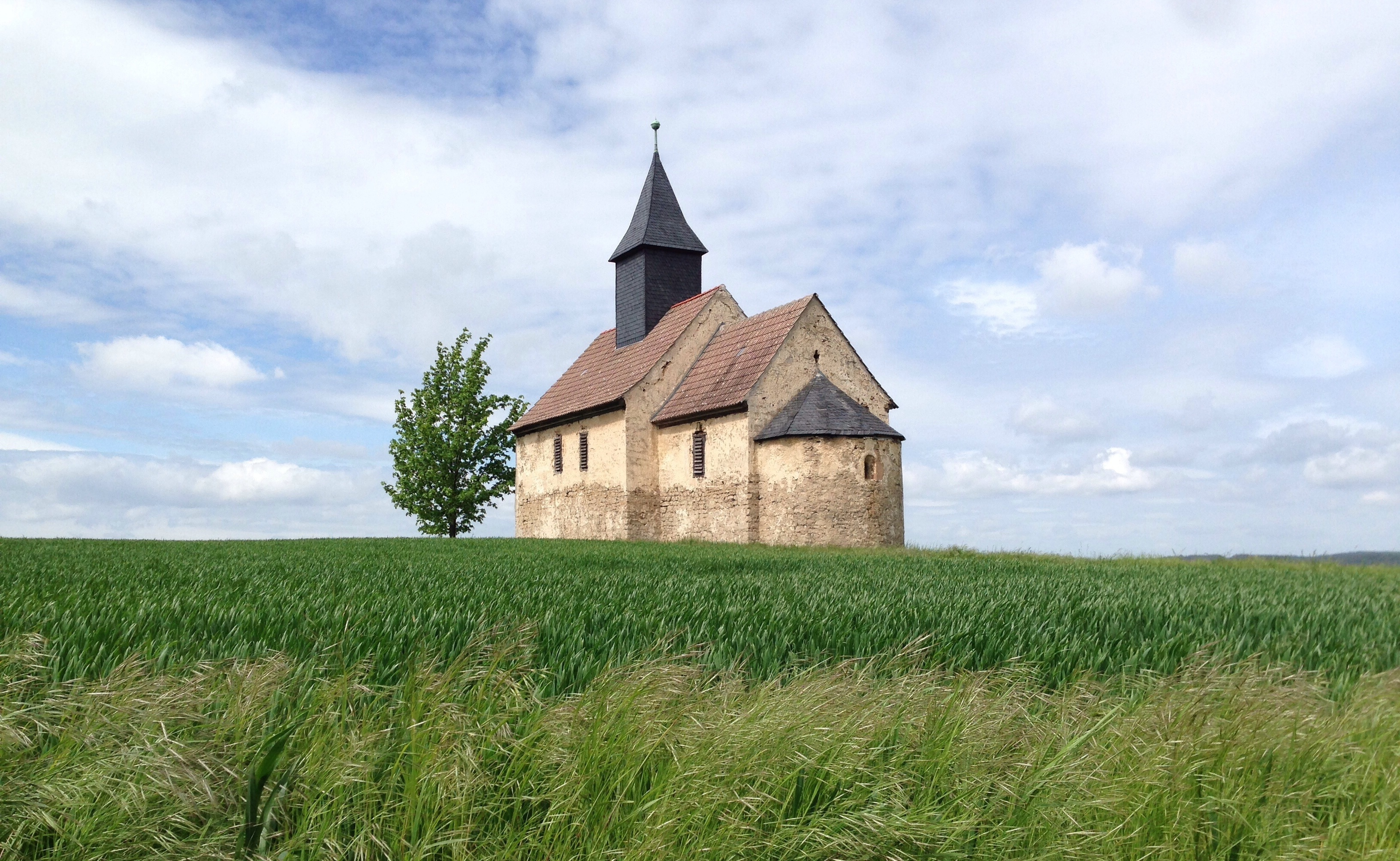
Außenansicht

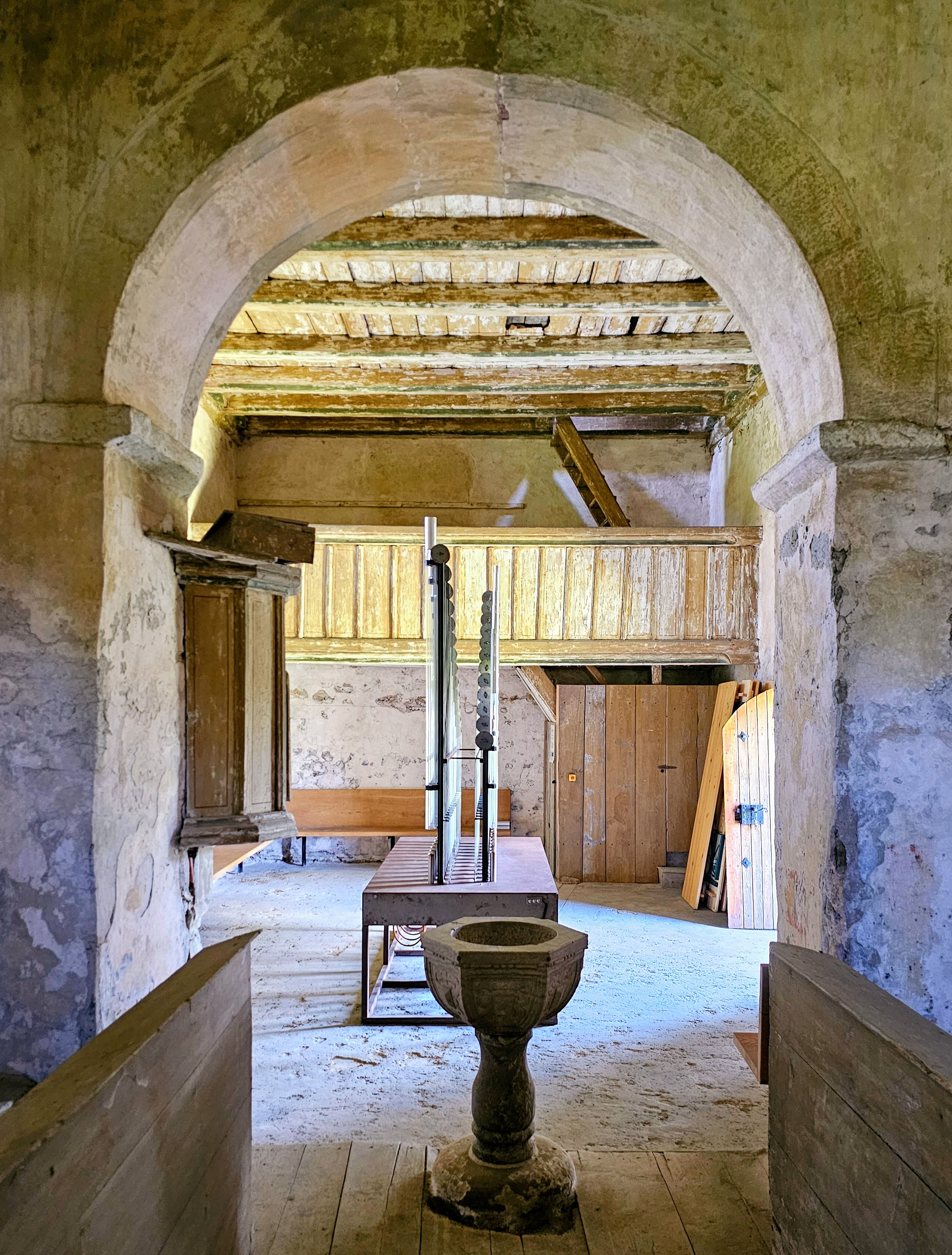
Innenraum (2023)

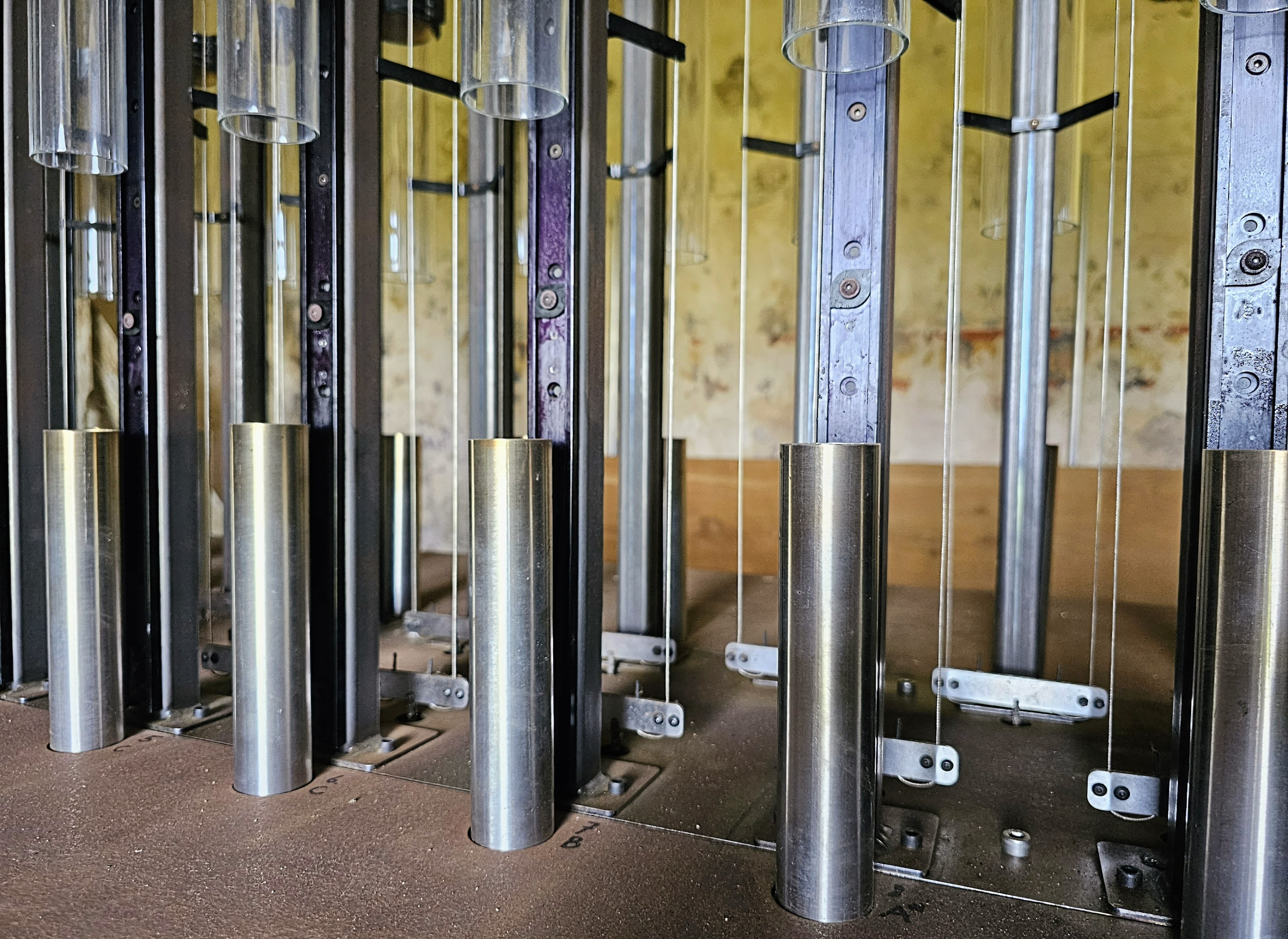
Detail der Feuerorgel-Skulptur

Die St.-Anna-Kapelle liegt mitten in der Gemarkung des Ortsteils Krobitz der Gemeinde Weira im Saale-Orla-Kreis in Thüringen.

## Geschichte
Die romanische Gutskirche ist äußerlich recht gut erhalten, innen jedoch sanierungsbedürftig. Von 1610 bis 1611 restauriert, wurde sie kaum genutzt.
Der Altaraufsatz ist zerstört. Der Taufstein ist noch im Gebäude, ebenso die Glocke von 1619 aus Erfurt. Eine Orgel war nicht vorhanden.
Am 24./25. Juni 2017 ist die Kapelle nach umfangreichen Restaurierungsarbeiten neu eröffnet worden – in deren Mitte befindet sich jetzt eine mit Gas betriebene Orgel, welche für das Projekt „organ“ von Carsten Nicolai mit einem eigenen Musikstück installiert wurde.